# The Moment After 2: The Awakening
The Moment After 2: The Awakening (werktitel: The Moment After II: Sleepers Awake) is een christelijke thriller, drama- en actiespeelfilm. Het verhaal is geïnspireerd op de eindtijd volgens de Bijbel.

## Verhaal
Deze film speelt zich af in de periode na de opname van de gemeente waarbij duizenden christenen plotseling in een oogwenk van de aardbol zijn verdwenen. Er ontstaat complete chaos en de FBI is meteen aanwezig om de vermiste personen op te sporen.
Nadat hij aan de dood was ontsnapt, wordt voormalig FBI-agent Adam Riley (gespeeld door David A.R. White) herenigd met zijn vriend en christelijke mentor Jacob Krause (gespeeld door Brad Heller).
Ze realiseren zich niet wat de macht is van de organisaties die hen probeert uit te schakelen. De leider van de "Global Alliance" (het Wereldwijd Bondgenootschap) commandant Fredericks (gespeeld door Monte Perlin) dwingt Adams voormalige collega FBI-agent Charles Baker (gespeeld door Kevin Downes) ertoe om Adam Riley en Jacob Krause op te sporen, terwijl een andere militie die wordt geleid door "Captain" Jackson (gespeeld door Lonnie Colon), hen bespioneert voor zijn eigen doeleinden. Als alles dreigt te escaleren, worden ze allemaal gedwongen tot een bezinning voor wat betreft de strijd voor hun zielen.

## Rolverdeling
- David A.R. White - agent Adam Riley
- Kevin Downes - agent Charles Baker
- Brad Heller - Jacob Krause
- John Gilbert - Peter McCullum
- Asad Farr - Global Chairman
- Logan White - Carissa
- Don Parker Decker - Amerikaanse president
- Bree Pavey - Audrey Thomas